# إليجيرية لوزونية
إليجيرية لوزونية (الاسم العلمي:Illigera luzonensis) هي نوع من النباتات تتبع جنس الإليجيرية من فصيلة الهرنانديات.